# Мон-Сен-Пер
Мон-Сен-Пер (фр. Mont-Saint-Père) — коммуна во Франции, находится в регионе Пикардия. Департамент коммуны — Эна. Входит в состав кантона Шато-Тьерри. Округ коммуны — Шато-Тьерри.
Код INSEE коммуны — 02524.

## Население
Население коммуны на 2010 год составляло 686 человек.
| 1962 | 1968 | 1975 | 1982 | 1990 | 1999 | 2010 |
| ---- | ---- | ---- | ---- | ---- | ---- | ---- |
| 353  | 391  | 365  | 445  | 544  | 538  | 686  |

## Экономика
В 2010 году среди 451 человек трудоспособного возраста (15—64 лет) 355 были экономически активными, 96 — неактивными (показатель активности — 78,7 %, в 1999 году было 76,5 %). Из 355 активных жителей работали 327 человек (172 мужчины и 155 женщин), безработных было 28 (16 мужчин и 12 женщин). Среди 96 неактивных 30 человек были учениками или студентами, 49 — пенсионерами, 17 были неактивными по другим причинам.

## Известные уроженцы
- Лермитт, Жан Жак (1877—1959) — французский невропатолог и психиатр.
- Лермитт, Леон (1844—1925) — французский живописец, рисовальщик и гравер.